# Ахтерштаг

Ахтерштаг

Ахтерштаг (нід. achterstag — «задній штаг») — снасть стоячого такелажу, один зі штагів, що підтримує в діаметральній площині з корми щогли, димові труби тощо.
Використовується в однощоглових і півторащоглових типах вітрильного оснащення з бермудськими вітрилами (йол та кеч).
На сучасних яхтах ахтерштаги зазвичай забезпечуються пристроями для регулювання натягу, з метою зміни вигину щогли, що, відповідно, змінює профіль вітрила. Як регулювальні пристрої застосовуються талі, гідравлічні талрепи та інші.
Від ахтерштага слід відрізняти бакштаг — парний штаг, що підтримує рангоутне дерево з боків і з корми в діагональній площині.